# Teatre Euterpe (Sabadell)
El Teatre Euterpe fou un teatre-cinema del Centre de Sabadell. Es trobava al número 1-3 de la Rambla, situat molt a prop de la plaça del Doctor Robert i de l'Ajuntament. La sala de teatre-cine tenia un aforament de més de 500 butaques, un gran escenari, un bar, oficines i un altre edifici que s'hi comunicava a través d'un pati on hi havia el centanari Restaurant Euterpe, que també va tancar el 1997. Va ser construït l'any 1893, obra de l'arquitecte municipal Juli Batllevell i Arús, i enderrocat a principi de l'any 2006.
Des de l'obertura, va funcionar ininterrompudament com a teatre, cinema i lloc de trobada fins a l'octubre del 1997, quan va tancar i va quedar abandonat durant vuit anys. El 18 de juny del 2005 fou okupat per membres de l'Assemblea ocupa de Sabadell. Es va rehabilitar l'antic teatre-cinema i s'hi va crear un centre social okupat anomenat Centre Social Alliberat L'Euterpe, que fou inaugurat el 30 de juliol del 2005 i tingué vida fins al 27 de gener del 2006, quan la policia el va desallotjar.
A l'espai que ocupava s'hi va construir l'edifici Rambla One.

## Història

### Construcció i funcionament (1892-1997)
Antigament, en el solar on s'hi va edificar el teatre, hi havia un vapor, conegut amb el nom de "Vapor Salt". Es tractava d'una casa-fàbrica erigida l'any 1840 i propietat de la família Brutau.
L'edifici Euterpe es va construir entre els anys 1892 i 1893, començant per la part que corresponia amb la cafeteria i acabant amb el teatre. L'arquitecte encarregat del projecte fou el sabadellenc Juli Batllevell i Arús, qui ja havia participat en la projecció d'altres edificis prop de la Rambla de la ciutat, com ara el de l'Ajuntament de Sabadell o l'Hotel Espanya. En aquell moment, la Rambla estava patint un creixement cap al sud, consolidant-se com un dels carrers més importants de la ciutat, a causa de l'annexió que s'estava duent a terme amb el futur barri de la Creu Alta. Aquest veïnat encara formava part del terme municipal de Sant Pere de Terrassa i es pretenia adherir-lo a Sabadell. Amb això, l'Euterpe va començar les obres en aquest context, sent l'edifici que ocupava els números 1-3 del carrer de la Rambla.

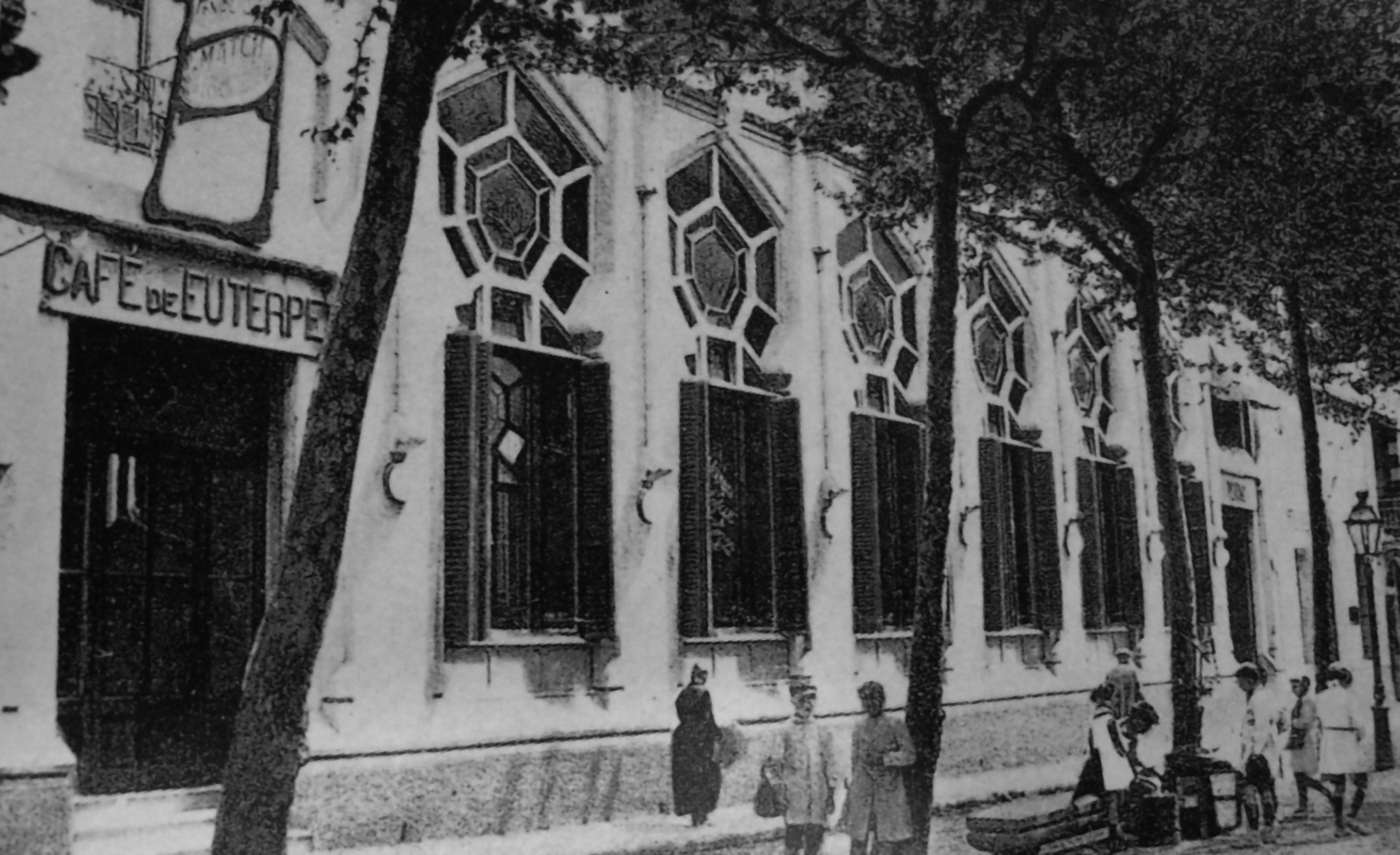
Antiga entrada al Cafè d'Euterpe, l'any 1892.

#### El Cafè Euterpe (1892)
El primer propietari del recinte va ser Rafael Cruz, promotor d'altres locals com el Cafè del Soler, el Cafè Cruz o el Teatre Parreño. Cruz va associar-se amb Manuel Forasté per poder tirar endavant el projecte i junts foren qui van encarregar l'obra a Batllevell i Arús. L'origen del nom "Euterpe" vingué donat pels Jardins d'Euterpe, un espai fundat per Josep Anselm Clavé l'any 1857, a Passeig de Gràcia. El 10 de juliol del 1892 el diari de La Vanguardia ja anunciava que el projecte gaudiria d'un cafè, un restaurant, un gran teatre i una zona interior amb jardins.
El Cafè Euterpe estava format per una gran nau amb finestrals simètrics a banda i banda de la sala. Uns donaven a la Rambla i els seus oposats a un pati on poc després s'hi aixecaria el teatre. L'interior del local estava compost per sostres alts a base d’un empostissat de fusta suportat per jàsseres i mènsules.

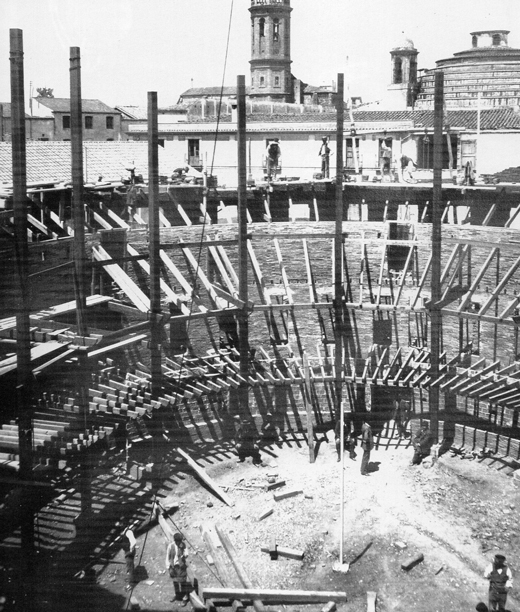
Teatre Euterpe en construcció, l'any 1893.

#### El Teatre Euterpe (1893)
Un any després de la inauguració del Cafè, Batllevell va iniciar les obres del teatre. El projecte es va definir com a "simple, sintètic i auster"; es tractava d'un teatre tradicional i en els mateixos plànols ja constava que seria un espai provisional destinat a espectacles públics a l'estiu. Constava d’una planta d'absis pentagonal, una coberta de bigues i cavalls de fusta amb una claraboia al centre i un escenari de dimensions considerables.
La inauguració del Teatre Euterpe fou el 26 d'agost de 1893 amb la sarsuela de Los diamantes de la corona, sent aquesta la primera obra representada dins el recinte. Al llarg de les tres primeres setmanes, s'hi varen representar deu sarsueles. Al cap d'un mes, es va encetar la temporada d'òpera, dirigida pel tenor Lorenzo Simonetti; aquestes òperes sempre anaven acompanyades per l'orquestra dels Fatxendes o dels Muixins. El 14 d'octubre d'aquell mateix any, La Vanguardia informava sobre l'obertura del teatre i encomiava la tasca de Batllevell; també posava en escrit que l'aforament màxim era de més de 500 persones, que constava de 26 palcs (sis d'ells de prosceni) i que la il·luminació continuava sent de gas.

#### El Teatre-Cinema Euterpe (1903)
L'any 1903 la comissió de la Festa Major va decidir organitzar sessions de cinema a l'aire lliure, a la plaça de Sant Roc. No obstant això, algunes projeccions es varen fer al Teatre Euterpe, oferint-hi, per primer cop, un espai on poder veure pel·lícules. L'any 1915, amb la intenció d'engrandir el teatre i convertir-lo en un recinte més adequat per a la projecció de films, es varen dur a terme unes reformes supervisades per l'arquitecte Manuel Joaquim Raspall. Després d'aquesta millora, l'edifici va patir més remodelacions el 1935 i a l'acabar la Guerra Civil Espanyola. El Teatre-Cinema Euterpe es va convertir en un dels locals més distingits de Sabadell per a veure-hi representacions teatrals i projeccions de pel·lícules. Durant els anys 20, com a complement del programa de cinema, es va decidir implementar altres espectacles en les mateixes sessions, com ara acròbates, malabaristes, ventrílocs, humoristes, ballarines, parelles de ball i cupletistes. L'Euterpe va començar a perdre protagonisme en el panorama teatral i cinematogràfic a partir de la dècada dels 40, quan el Cinema Rambla (1943) es va inaugurar. El Teatre-Cinema va mantenir el seu funcionament fins al 1997.

### Tancament, ocupació i demolició (1997-2016)

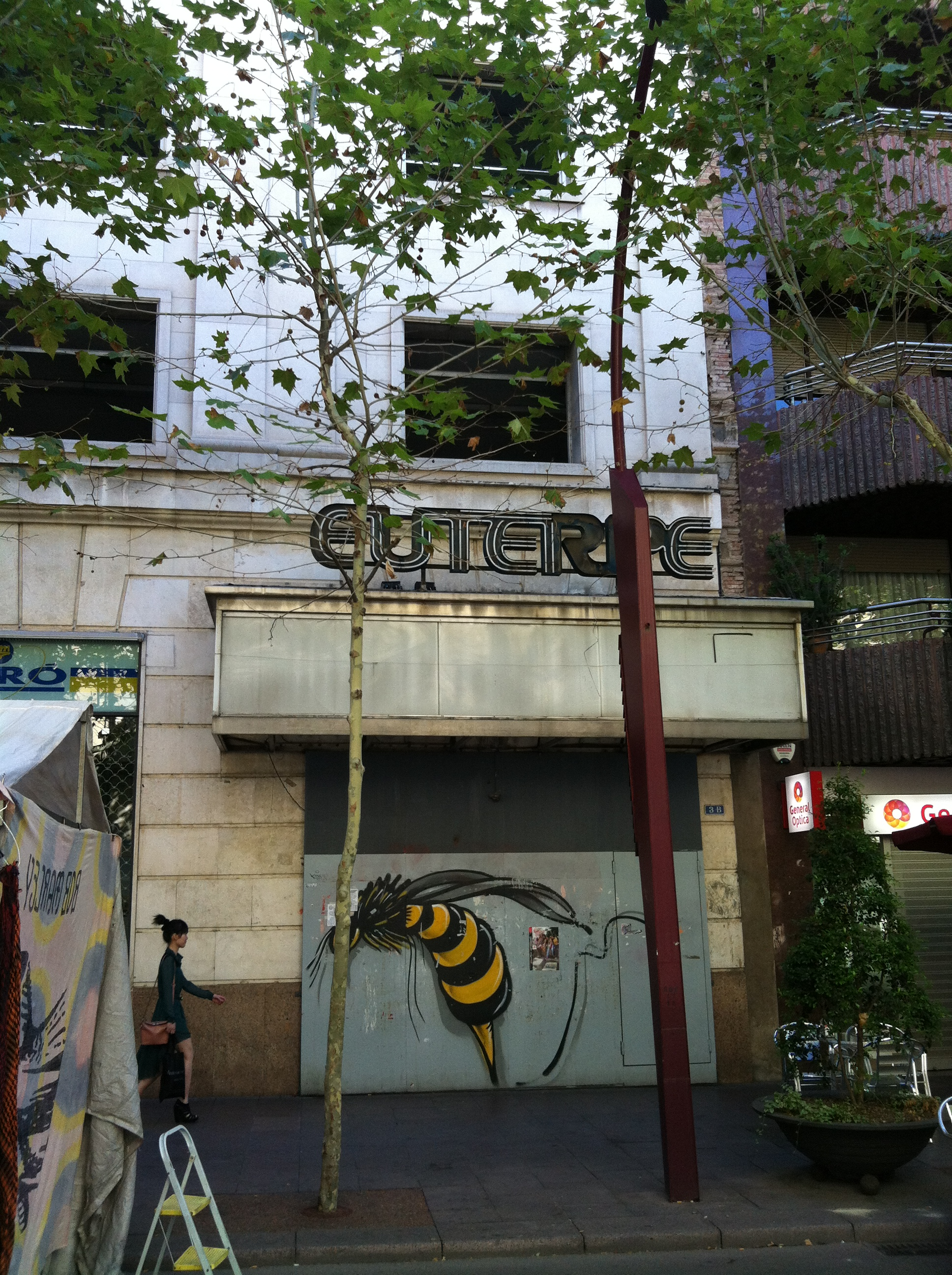
Entrada al Teatre-Cinema Euterpe el 2012, quinze anys després del seu tancament.

El 1997 el Teatre Euterpe i el seu Cafè van tancar i van romandre buits durant vuit anys. L'immoble és una propietat privada i pertany a la família Tort. Des del seu tancament, els Tort varen preferir demolir l'edifici i convertir-ho en uns centres comercials, però més endavant es va proposar de fer un bloc de pisos. No obstant aquesta iniciativa, una part de la finca estava catalogada com equipament cultural privat i l'altra com a residencial, fet que va causar l'aturada de la demolició, ja que a la part del Teatre tan sols se li podia donar un ús cultural. L'Ajuntament de Sabadell va demanar que es canviés la qualificació per tal de prosseguir.
El 18 de juny de 2005, encara sense haver rebut un projecte de transformació que respectés la normativa i la catalogació de la finca, el recinte va ser okupat per un grup de joves pertanyents a l'Assamblea d'Okupes de Sabadell. L'ocupació havia estat precedida per una campanya prèvia pels carrers de la ciutat. Els joves van netejar i rehabilitar l'espai i el varen rebatejar com a Centre Social Alliberat l’Euterpe, inaugurat el 30 de juliol de 2005.
L'ocupació va mantenir-se ininterrumpuda fins al 27 de gener de 2006, quan set furgons de la Unitat d’Intervenció Policial (UIP) de la Prefactura de Barcelona varen arribar davant de l'Euterpe disposats a desallotjar els joves. Aquestes mesures es van prendre per ordre judicial, després de la denúncia que va presentar la família Tort el 19 de juny de 2005, un dia després de l'ocupació. En el moment en què la policia hi va arribar, no hi havia ningú; els joves van arribar més tard i van poder retirar les seves pertinences sense cap problema. Tot i així, els membres de l'Assamblea d'Okupes de Sabadell varen considerar que el desallotjament s'havia fet de forma il·legal. Carles Torres, un dels seus portaveus, va explicar que no se'ls havia informat de la decisió i que per això no es van trobar a ningú dins el recinte en el moment en què la UIP va arribar.

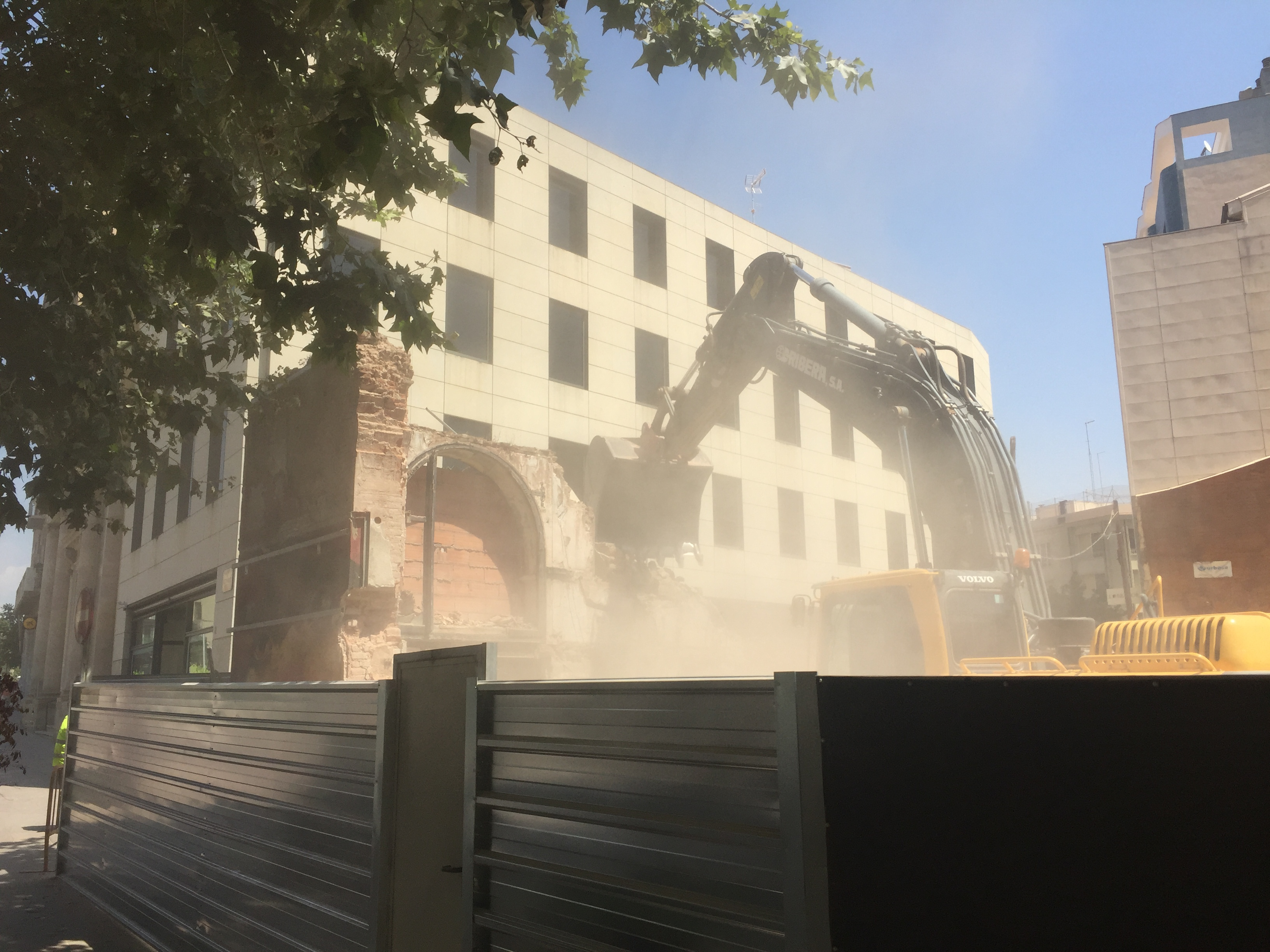
Enderrocament del recinte Euterpe, l'any 2016.

Després del desallotjament, es pretenia realitzar una modificació especial del pla urbanístic i, per evitar noves ocupacions, el Teatre-Cinema Euterpe i el seu Cafè van començar ser demolits. En un inici, es deia que es volia construir un edifici que conjugués l'ús privat (pisos, locals comercials i oficines) amb l'ús públic (plaça interior sota la qual es podria fer-hi un auditori) en el seu lloc. No obstant això, el gener del 2016 es va accelerar el procés de demolició i el motiu era la construcció d'un edifici d'habitatges que pretenia ocupar el solar del recinte de l'antic Euterpe. Corp, el promotor del projecte, el va nombrar Sabadell Rambla One, un bloc de 21 habitatges de tres a quatre habitacions cada un. A partir d'aquell moment, el conjunt de l'Euterpe va desaparèixer del tot.